# José Baptista Pinheiro de Azevedo
José Baptista Pinheiro de Azevedo (Luanda, 5 de julio de 1917 — Lisboa, 10 de agosto de 1983) fue un militar y político portugués.
Nacido en Luanda, África Occidental Portuguesa (actual Angola), hijo de padres de origen judío sefardí oriundos de Viseu y Braga. Ingresó en la Escuela Naval en 1934, y en la Marina, en 1937. Fue profesor de Astronomía e Navegación en la Escuela Naval y en la Escuela Náutica Infante D. Henrique, enseñó en el Curso para Capitanes. Participó en algunos libros técnicos sobre Trigonometría, Meteorología e Navegación. Sirvió en la guerra colonial portuguesa, en Angola, se encargó de la defensa marítima. Fue Agregado Naval en la Embajada de Portugal en Londres (1968-1971). El 25 de abril de 1974, era capitán de mar y guerra y comandante de los fusileros. Fue miembro de la Junta de Salvación Nacional, ostentó el cargo de jefe del Estado Mayor de la Armada (1975-1976) y promovió la democratización del país, durante el Proceso Revolucionario en Curso (PREC).
Entre 1975 y 1976 fue nombrado primer ministro del VI Gobierno Provisional. Después fue candidato a Presidente de la República en las elecciones presidenciales de 1976. Un año después, pasó a presidir el Partido de la Democracia Cristiana (fundado por Sanches Osório), que abandonó poco después.

## Expresiones célebres
- Granadas? Não... Isto é só fumaça. Calma que o Povo é sereno! O Povo é sereno! (Granadas? No!... Esto es sólo humo. Calma, porque el pueblo es tranquilo! El pueblo es tranquilo!) - Después de una explosión en un de sus comícios, en 1975.
- Fui sequestrado. Já duas vezes. Não gosto de ser sequestrado. É uma coisa que me chateia. E agora vou almoçar, pá. (Fui secuestrado. Ya dos veces. No me gusta ser secuestrado. Es algo que me molesta. Y ahora voy a almorzar, hombre.) - Durante la huelga del gobierno liderado por Pinheiro de Azevedo, en 1975.